# WinDVD
WinDVD är världens mest sålda programvara för uppspelning av DVD och video. Det utvecklas av Corel men skapades av InterVideo, som köptes av Corel hösten 2006. Senaste versionen, WinDVD 11, släpptes 28 september 2011.